# 山梨県小瀬スポーツ公園野球場
山梨県小瀬スポーツ公園野球場（やまなしけん・こせスポーツこうえん・やきゅうじょう）は、山梨県甲府市の山梨県小瀬スポーツ公園内にある野球場。単に小瀬球場とも呼ばれる。施設は山梨県が所有し、山梨県スポーツ協会が指定管理者として運営管理を行っている。
2013年に命名権（ネーミングライツ）の募集が行われ、地元マスメディアの山梨放送が取得。2014年3月より5年間「山日YBS球場」（さんにちワイビーエスきゅうじょう）の呼称を用いる。その後2019年3月と、2024年3月に、それぞれ5年間の延長再契約を交わしている。

## 歴史
1986年に山梨県で開催される国民体育大会（かいじ国体）の硬式野球競技施設について、当初は緑が丘球場を改修して使用する予定であったが、グラウンドが狭く、またスタンドの拡張が困難なことから断念。かわりに小瀬スポーツ公園内に陸上競技場や体育館などと共に建設された。全国高等学校野球選手権山梨大会の開会式および決勝戦、全日本クラブ野球選手権大会山梨県大会会場など県内のアマチュア野球のメイン球場として使用されている。
2006年に改修が行われ、照明設備の設置やスコアボードの電光掲示板化、フェンス等の塗色変更が行われた（後述）。

## 設備

### フィールド
内野はクレー舗装（黒土と白土の混合）、外野は天然芝（高麗芝）となっている。ホームベースからの距離は両翼92メートル、中堅120メートル、フェンス高は2.5mである。フェンスの色は開場当初は淡青色であったが、2006年の改修により濃緑色に塗り替えられ、2023年のパッド取替の際に濃紺色となった。

### スコアボード

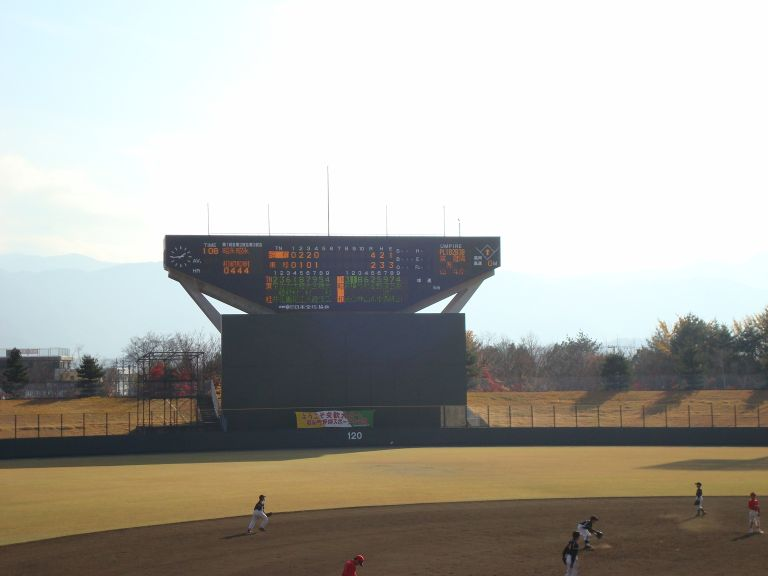
スコアボード（2007年撮影）

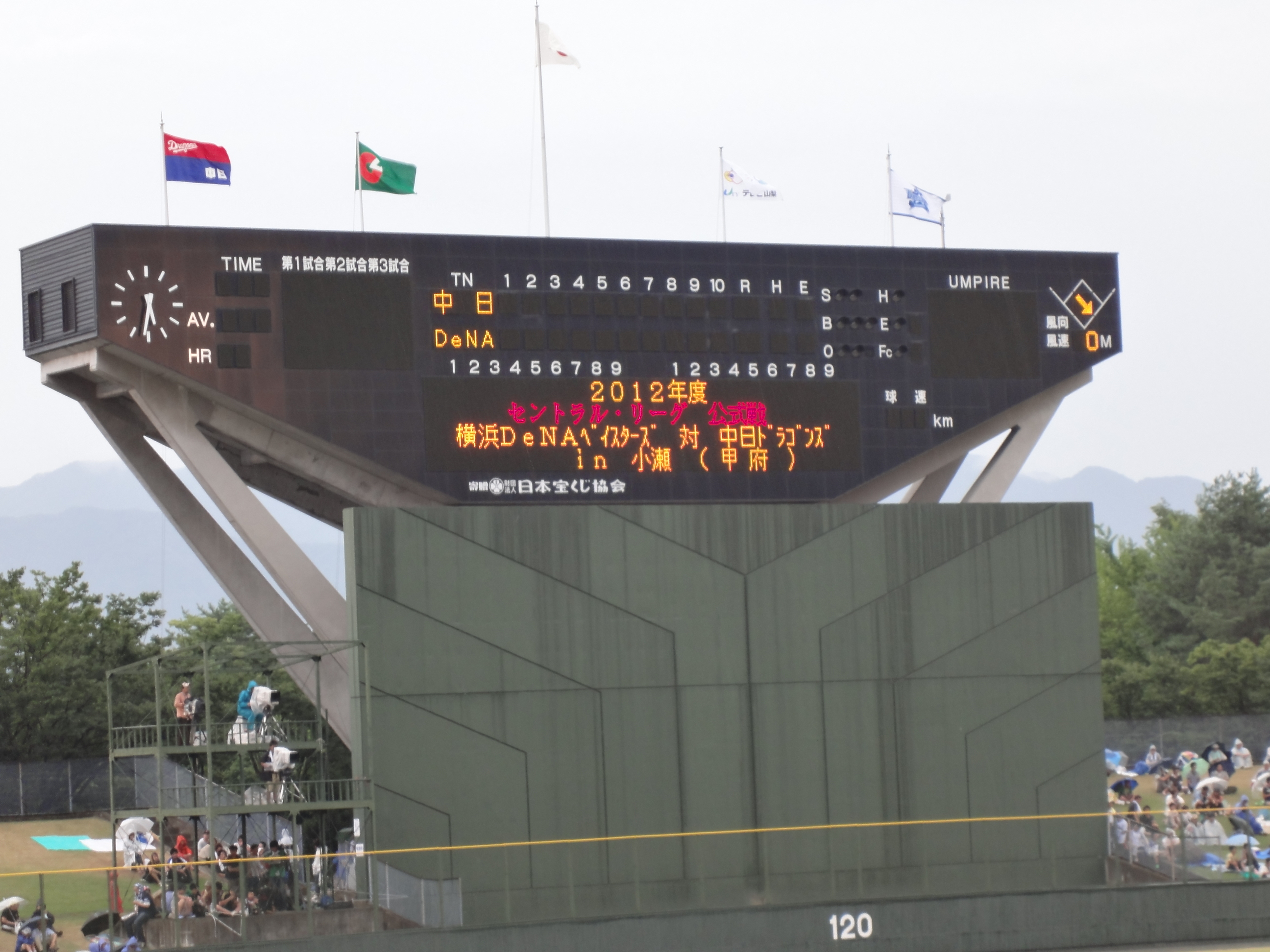
フリーボードとして使用時のスコアボード（2012年8月11日 横浜DeNA対中日）

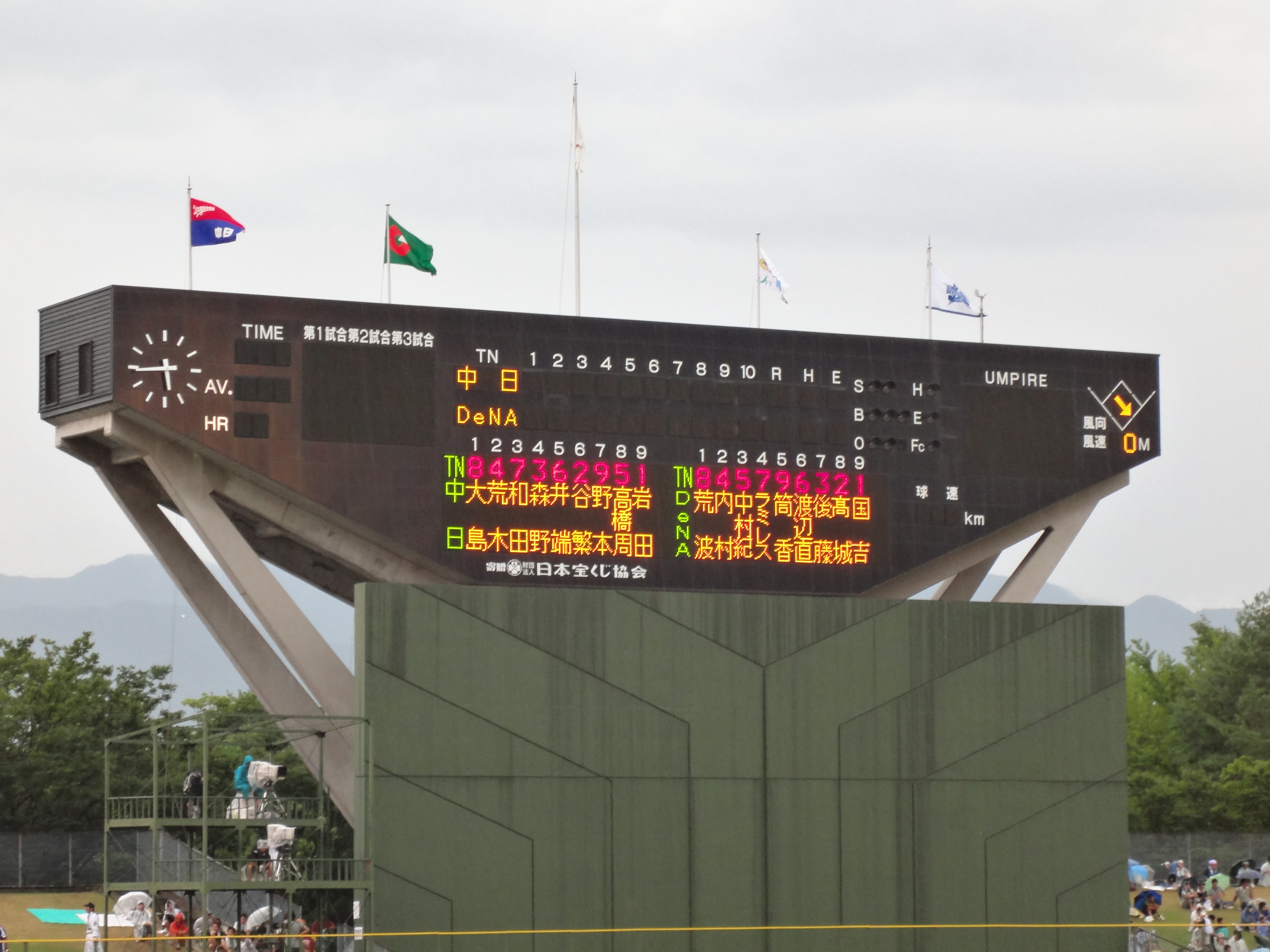
メンバー表示時のスコアボード（2012年8月11日 横浜DeNA対中日）

開場当時から逆台形のデザインのスコアボードを使用している。2005年まで使用されていたスコアボードはフェンス同様淡青色であり、手書きのパネル式であった。配置は上段がレフト側から見て「これまでの試合結果」、三塁側チームの出場選手名、アナログ式時計、一塁側チームの出場選手名、審判団という配置であり、下段は12回まで表示できる得点表示を中央にライト側に信号式のカウント表示が設置されていた。
2006年の改修により3色LED式の電光掲示板に改修され、色も藍色に塗り替えられた。新しいスコアボードは出場選手名と得点表示・カウントを上下入れ替えてたほか、試合経過時間表示と打者のアベレージ、風向・風速測定、さらにスピード測定器を新たに設置した。メンバー表示部は22列となっており、DH制での表示にも対応している。またメンバー、ランナー、審判団の各表示の部分は3色ではあるもののフリーボードとして使用できるようになっている。なお、選手名の表示は最大4文字までであり、それより長い場合は省略される。（例えばレス・ウォーランドの場合、スコアボードには「ウォーラ」と表示されている。）
ボールカウントは2014年に国際基準の「BSO」表記に変更された。

### スタンド
バックネット裏の赤色部分は椅子席、一塁側と三塁側の青色部分はベンチ席、外野は芝生席となっている。公式上の定員は内野が7,955人（室内に設置されている身障者スペースを含む）、外野が12,000人となっている。なお、屋根は内外野含めて一切ないため、降雨時は注意が必要。

### 照明設備
2006年まで照明設備が設置されていなかったため日没になるとそれ以降の試合が継続不可能であった。これはプロ野球を開催するにあたり最大の障害であっただけでなく、試合日程が過密でかつ降雨の多い時期に開催される高校野球選手権山梨大会においても問題点の一つとなっていた。
改修により球場を周回する道路の外側に6基の照明塔を設置。内野側4基は1500Lx、外野側2基は800Lxとプロ野球のナイターを開催するのに充分な明るさを確保している。

### 放送ブース
放送ブースはバックネット裏最上段にあり、NHK甲府放送局や山梨放送、テレビ山梨などが個別に実況できるようになっている。またベンチ隣と1塁側最上段とスコアボードよりややレフト側にテレビカメラブースがあり、ここから試合状況などを映している。

## プロ野球の試合

### 日本プロ野球（NPB）
開業から2006年の改修までは上述の通り照明設備がなく、スコアボードがパネル式であったことから改修前は日本プロ野球（以降NPB）の一軍の公式戦は行なわれず、オープン戦も1994年に日本ハムファイターズ（現・北海道日本ハムファイターズ）の試合が行われたのみで、以降2003年までは実施されることはなかった。但し年に数試合二軍（イースタン・リーグ）の試合が開催されている。
改修が行われた2004年以降は公式戦として横浜ベイスターズ（現・横浜DeNAベイスターズ）主催の公式戦と読売ジャイアンツ（読売巨人軍）主催のオープン戦が開催されている。なお、双方の公式サイトやNPBでのスケジュールの表記は「小瀬」ではなく「甲府」となっている。

#### 横浜・DeNA
改修後の2007年6月11日にこの球場では初めて、山梨県内においても35年ぶりのプロ野球公式戦となる横浜ベイスターズ対西武ライオンズ（現・埼玉西武ライオンズ）が開催された。2008年は開催されなかったが、2009年から2012年まで横浜・DeNA主催の公式戦が年1試合開催されている。余談ではあるが、これまで開催された試合はすべて横浜・DeNAが勝利している。また、2009年には横浜に所属していた工藤公康は当球場でプロ野球人生最後の勝利を挙げている。
2013年以降はDeNAが地方開催を縮小したことや、ビデオ判定の導入による設備の関係で開催されていない。
| 日時          | 対戦相手               | 結果 | 備考         |
| ------------- | ---------------------- | ---- | ------------ |
| 2007年6月11日 | 西武ライオンズ         | 5-2○ | セ・パ交流戦 |
| 2009年7月1日  | 東京ヤクルトスワローズ | 9-5○ |              |
| 2010年8月10日 | 中日ドラゴンズ         | 4-0○ |              |
| 2011年6月6日  | 埼玉西武ライオンズ     | 3-1○ | セ・パ交流戦 |
| 2012年8月11日 | 中日ドラゴンズ         | 9-2○ |              |

#### 巨人
地元・山梨出身である堀内恒夫が監督を務めていた2004年と2005年に巨人の主催でオープン戦が開催されている。オープン戦の開催は2度目であるが、セントラル・リーグのチームの主催試合はこれが初めてであった。また、改修前に実施されたプロ野球の試合は上述の日本ハムを含め3試合のみである。
堀内が退任した後はしばらく開催されなかったが、改修後の2011年3月19日に6年ぶりの巨人主催のオープン戦（千葉ロッテマリーンズ戦）が組まれていた。しかし開催直前の3月11日に東日本大震災が発生。当初は被災地復興支援チャリティーマッチとして開催し、収益金と募金は被災地に送られる予定だったが、その後東京電力による計画停電が発表され、それによる措置のため中止となった。巨人主催のオープン戦は翌年も組まれ、2012年3月20日に対東京ヤクルトスワローズ戦が予定通り実施されている（上述の通り前年は中止となったため、7年ぶりの開催となる）。2013年以降は巨人主催のオープン戦が当球場における唯一のNPBの試合となっている（但し、開催されない年もある）。
なお、主催は読売新聞社と日本テレビであるが、特別協賛は日本テレビ系列の山梨放送ではなくTBS系列のテレビ山梨である。

### 独立リーグ（BCリーグ）
ベースボール・チャレンジ・リーグ（ルートインBCリーグ）のリーグ戦に2025年から参加する山梨ファイアーウィンズの本拠地球場の1つで、2024年7月の報道ではホームゲームの大半をおこなう予定とされた。2025年3月の発表では公式戦が11試合、NPB三軍との交流戦（NPBチャレンジカップ）が7試合の、合計18試合を開催し、主催36試合中18試合で事前報道通り最多となる。

## 交通
山梨県小瀬スポーツ公園#交通アクセスを参照